# Johann Gottfried Vierling

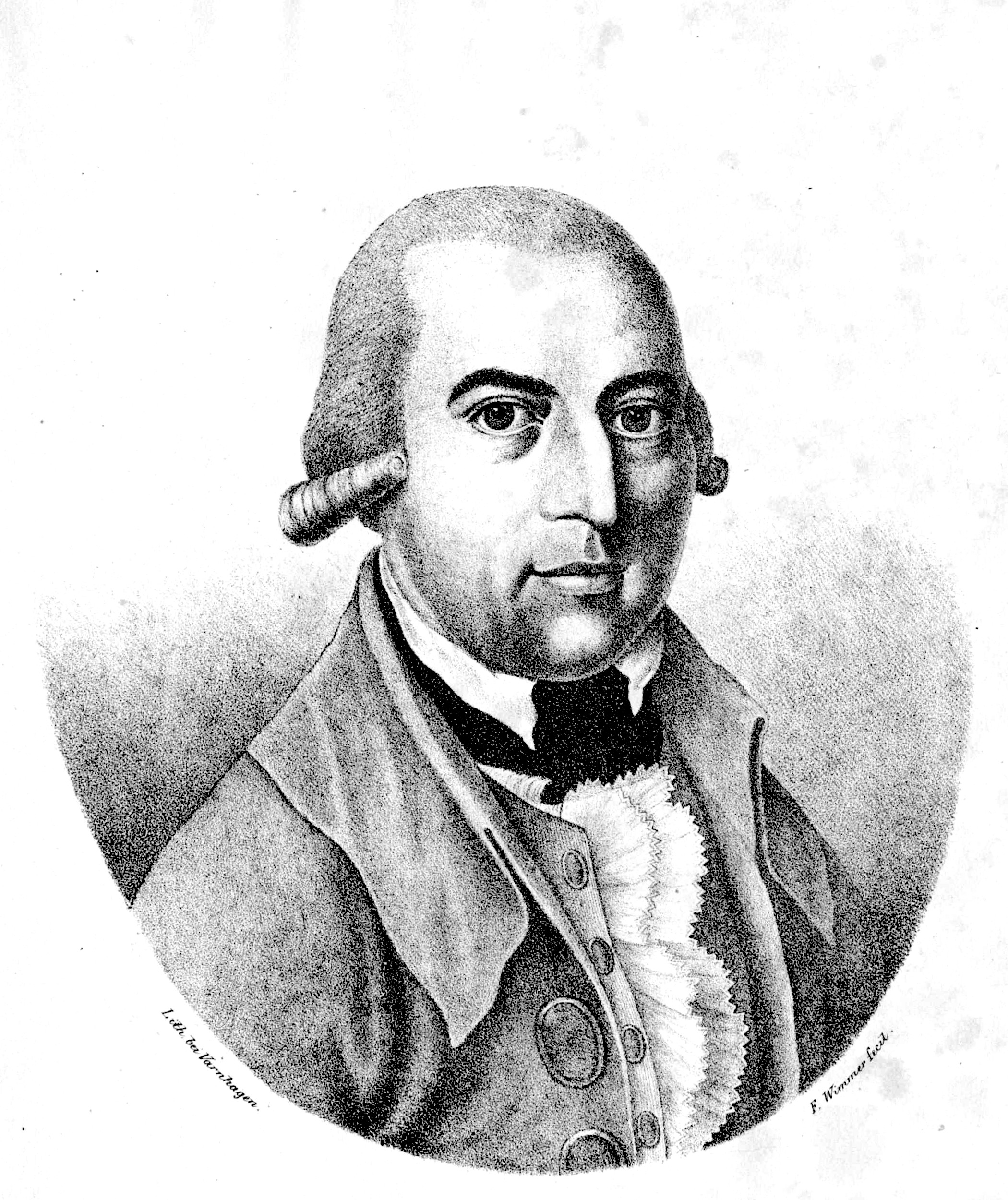
Johann Gottfried Vierling

Johann Gottfried Vierling (* 25. Januar 1750 in Metzels; † 22. November 1813 in Schmalkalden) war ein deutscher Organist und Komponist.

## Leben
Seit 1763 besuchte er das Lyzeum in Schmalkalden. 1768 folgte er seinem Lehrer Johann Nikolaus Tischer als Organist in Schmalkalden. Eine in der älteren biographischen Literatur zu findende Ausbildung bei Carl Philipp Emanuel Bach und Johann Philipp Kirnberger ist nicht gesichert; fest steht, dass er mit beiden in persönlichem Kontakt stand.
Vierling, der sich stilistisch an Carl Philipp Emanuel Bach orientierte, komponierte mehrere Sammlungen leichter Orgelstücke, ein vierstimmiges Orgelchoralbuch (1790) sowie Cembalomusik: zwei Trios, ein Quartett und sechs Sonaten. Handschriftlich sind von ihm zwei Jahrgänge Kirchenkantaten erhalten. Außerdem veröffentlichte er eine Improvisationslehre und eine Generalbassschule.

## Schriften
- Versuch einer Anleitung zum Präludieren für Ungeübtere, Leipzig 1794 (abgedruckt in: Zeitschrift der Gesellschaft für Musiktheorie 5/2–3 (2008), ISSN 1862-6742; Online-Text)
- Allgemein faßlicher Unterricht im Generalbaß, Leipzig 1805 (Digitalisat)